# 1937 год в литературе

## Премии
- Нобелевская премия по литературе — Роже Мартен дю Гар, «За художественную силу и правду в изображении человека и наиболее существенных сторон современной жизни».

## Книги

### Романы
- «Автомобильный король» — роман Эптона Синклера.
- «Знахарь » — роман Тадеуша Доленги-Мостовича.
- «Иметь и не иметь» — роман Эрнеста Хэмингуэя.
- «Капитаны песка» — роман бразильского писателя Жоржи Амаду.
- «Смерть на Ниле» — детективный роман Агаты Кристи из цикла об Эркюле Пуаро.
- «Хоббит, или Туда и обратно» — повесть Дж. Р. Р. Толкина

### Повести
- «В горах Сихотэ-Алиня» — повесть Владимира Арсеньева. Опубликована посмертно вдовой писателя.
- «О мышах и людях» — повесть Джона Стейнбека.
- «Приключения капитана Врунгеля» — повесть Андрея Некрасова. Опубликована в сокращении в журнале «Пионер».

## Родились
- 22 января — Джозеф Уэмбо, американский писатель
- 8 мая — Томас Пинчон, американский писатель
- 13 мая — Роджер Желязны, американский писатель-фантаст
- 3 июля — Том Стоппард, британский драматург
- 17 июля — Немат Аминович Аминов, народный писатель Узбекистана
- 23 ноября — Радован Павловский, македонский поэт, прозаик.
- 22 декабря — Эдуард Успенский

## Скончались
- 10 марта — Евгений Замятин, русский и советский писатель, публицист и литературный критик, киносценарист, инженер (род. в 1884).
- 15 марта — Ховард Филлипс Лавкрафт, американский писатель.
- 11 сентября — Реза Кемаль, иранский драматург, поэт, переводчик (род. в 1898).
- 15 ноября — Джайшанкар Прасад, индийский писатель, драматург, поэт (род. в 1889).
- 10 декабря — Махмуд Ахмед Сайид, арабский писатель (род. в 1903).
- 31 декабря — Антон Дикий, украинский советский писатель, поэт, драматург
- Севастий Герасимович Талаквадзе, грузинский писатель (род. в 1888).
- Ядамсурэн Мордэндэвийн, монгольский писатель, поэт, драматург (род. в 1904).